# Muria

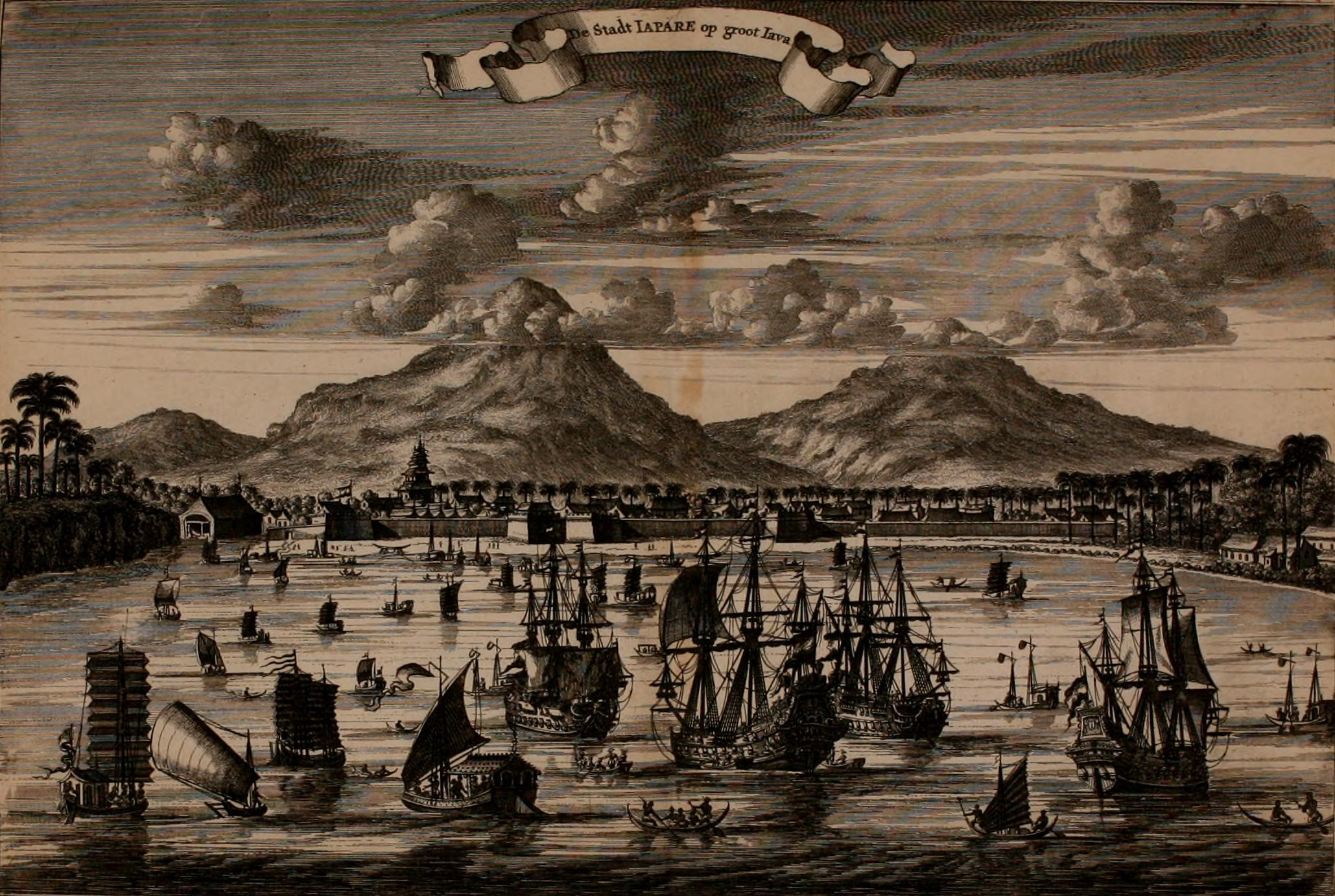
Ansichtkaart met de Muria op de achtergrond.

De Muria, ook wel Muriah (Indonesisch: Gunung Muria; in de koloniale periode Goenoeng Muria), is een Indonesische stratovulkaan, gesitueerd in de provincie Midden-Java op Java, en geflankeerd door de kleinere Genuk. De Muria is 1625 meter hoog.

## Geschiedenis
De berg stamt uit het pleistoceen en kende zijn laatste uitbarsting rond het begin van onze jaartelling.
Het verzanden van de smalle straat tussen de berg en Java, in de 18e eeuw, maakte een einde aan de bloei van de havenstad Demak. Waarschijnlijk wordt in 2015 of 2016 de eerste kernreactor van het land geplaatst nabij de Muria.